# Ksiris
Ksiris (lat. Xyris), veliki biljni rod kojemu pripada oko 380 vrsta trajnica i jednogodišnjeg raslinja u suptropskim i tropskim krajevima Afrike, Azije, Amerike i u Australiji.
Po rodu imenovana je i porodica Xyridaceae.

## Vrste
1. Xyris aberdarica Malme
2. Xyris acrophila Malme
3. Xyris affinis Welw. ex Rendle
4. Xyris albescens Steyerm.
5. Xyris almae Kral & Wand.
6. Xyris ambigua Beyr. ex Kunth
7. Xyris amorimii Kral
8. Xyris anamariae Wand. & Kral
9. Xyris anceps Lam.
10. Xyris andina Malme
11. Xyris angularis N.E.Br.
12. Xyris angustifolia De Wild. & T.Durand
13. Xyris anisophylla Welw. ex Rendle
14. Xyris apureana Kral & L.B.Sm.
15. Xyris aquatica Idrobo & L.B.Sm.
16. Xyris aracamunae Kral
17. Xyris arachnoidea Maguire & L.B.Sm.
18. Xyris araracuarae Maguire & L.B.Sm.
19. Xyris archeri L.B.Sm. & Downs
20. Xyris aristata N.E.Br.
21. Xyris asperula Mart.
22. Xyris asterotricha Lock
23. Xyris atrata Malme
24. Xyris atriceps Malme
25. Xyris atrospicata Wand. & J.S.Guedes
26. Xyris atrovirida Doust & B.J.Conn
27. Xyris augusto-coburgii Szyszyl. ex Beck
28. Xyris aurea L.B.Sm. & Downs
29. Xyris bahiana Malme
30. Xyris baldwiniana Schult.
31. Xyris bampsii Lisowski
32. Xyris bancana Miq.
33. Xyris barteri N.E.Br.
34. Xyris bialata Malme
35. Xyris bicarinata Griseb.
36. Xyris bicephala Gleason
37. Xyris bicostata Maguire & L.B.Sm.
38. Xyris bissei Urquiola & Kral
39. Xyris bituberosa Phonsena & Chantar.
40. Xyris blanchetiana Malme
41. Xyris blepharophylla Mart.
42. Xyris boliviana Kral
43. Xyris borneensis Rendle
44. Xyris brachyfolia Kral & Wand.
45. Xyris brachysepala Kral
46. Xyris bracteata R.Br.
47. Xyris bracteicaulis E.P.Bicknell ex L.M.Campb.
48. Xyris brevifolia Michx.
49. Xyris buengkanensis Phonsena & Chantar.
50. Xyris byssacea Kral
51. Xyris cachimbensis L.B.Sm. & Downs
52. Xyris calcicola E.L.Bridges & Orzell
53. Xyris calderonii Kral, L.B.Sm. & Wand.
54. Xyris calostachys Paulsen ex Warm.
55. Xyris caparaoensis Wand.
56. Xyris capensis Thunb.
57. Xyris capillaris Malme
58. Xyris capnoides Malme
59. Xyris carinata Maguire & L.B.Sm.
60. Xyris caroliniana Walter
61. Xyris celiae L.B.Sm. & Downs
62. Xyris cervii E.D.Lozano & Wand.
63. Xyris chapmanii E.L.Bridges & Orzell
64. Xyris cheumatophila Doust & B.J.Conn
65. Xyris chimantae Kral & L.B.Sm.
66. Xyris ciliata Thunb.
67. Xyris cipoensis L.B.Sm. & Downs
68. Xyris columbiana Malme
69. Xyris complanata R.Br.
70. Xyris concinna N.E.Br.
71. Xyris confusa L.B.Sm. & Downs
72. Xyris congensis Büttner
73. Xyris connosepala Lanj. & Lindeman
74. Xyris consanguinea Kunth
75. Xyris consolida Kral & L.B.Sm.
76. Xyris contracta Maguire & L.B.Sm.
77. Xyris coronata Haines
78. Xyris correlliorum E.L.Bridges & Orzell
79. Xyris coutensis Wand. & Cerati
80. Xyris crassifunda Kral
81. Xyris cryptantha Maguire & L.B.Sm.
82. Xyris cuatrecasana Idrobo & L.B.Sm.
83. Xyris culmenicola Steyerm.
84. Xyris curassavica Kral & Urquiola
85. Xyris cylindrostachya Kral & Wand.
86. Xyris cyperoides Gleason
87. Xyris dardanoi Wand.
88. Xyris dawsonii L.B.Sm. & Downs
89. Xyris decipiens N.E.Br.
90. Xyris decussata Gleason
91. Xyris delicatula Maguire & L.B.Sm.
92. Xyris densa Malme
93. Xyris diamantinae Malme
94. Xyris diaphanobracteata Kral & Wand.
95. Xyris difformis Chapm.
96. Xyris dilatatiscapa Kral & Jans.-Jac.
97. Xyris dissimilis Malme
98. Xyris dissitifolia Kral & Wand.
99. Xyris disticha L.B.Sm. & Downs
100. Xyris downsiana L.B.Sm.
101. Xyris drummondii Malme
102. Xyris ednae Lock
103. Xyris egleri L.B.Sm. & Downs
104. Xyris ekmanii Malme
105. Xyris elegantula Malme
106. Xyris eleocharoides Kral & L.B.Sm.
107. Xyris elliottii Chapm.
108. Xyris emarginata Phonsena & Chantar.
109. Xyris erosa Lock
110. Xyris erubescens Rendle
111. Xyris esmeraldae Steyerm.
112. Xyris exigua Malme
113. Xyris exilis Doust & B.J.Conn
114. Xyris fallax Malme
115. Xyris ferreirae Kral
116. Xyris festucifolia Hepper
117. Xyris fibrosa Kral & Wand.
118. Xyris filifolia L.A.Nilsson
119. Xyris filiformis Lam.
120. Xyris fimbriata Elliott
121. Xyris flabelliformis Chapm.
122. Xyris flexifolia R.Br.
123. Xyris floridana (Kral) E.L.Bridges & Orzell
124. Xyris foliolata L.A.Nilsson
125. Xyris formosana Hayata
126. Xyris fredericoi Wand.
127. Xyris frequens Maguire & L.B.Sm.
128. Xyris friesii Malme
129. Xyris frondosa Maguire & L.B.Sm.
130. Xyris fugaciflora Rendle
131. Xyris fuliginea Kral & L.B.Sm.
132. Xyris fusca L.A.Nilsson
133. Xyris gerrardii N.E.Br.
134. Xyris glandacea L.A.Nilsson
135. Xyris globosa L.A.Nilsson
136. Xyris glochidiata Kral & L.B.Sm.
137. Xyris gongylospica Kral
138. Xyris gossweileri Malme
139. Xyris goyazensis Malme
140. Xyris gracilis R.Br.
141. Xyris gracillima F.Muell.
142. Xyris graminosa Pohl ex Mart.
143. Xyris grandiceps Griseb.
144. Xyris grandis Ridl.
145. Xyris graniticola Kral
146. Xyris graomogolensis Wand. & Kral
147. Xyris grisebachii Malme
148. Xyris guaranitica Malme
149. Xyris guianensis Steud.
150. Xyris guillauminii Conert
151. Xyris guillenii Kral
152. Xyris harleyi Kral & L.B.Sm.
153. Xyris hatschhachii L.B.Sm. & Downs
154. Xyris hilariana Malme
155. Xyris huberi Kral & L.B.Sm.
156. Xyris huillensis Rendle
157. Xyris humpatensis N.E.Br.
158. Xyris hymenachne Mart.
159. Xyris hystrix Seub.
160. Xyris imitatrix Malme
161. Xyris inaequalis N.A.Wakef.
162. Xyris indica L.
163. Xyris indivisa N.A.Wakef.
164. Xyris insignis L.A.Nilsson
165. Xyris intersita Malme
166. Xyris involucrata Nees
167. Xyris isoetifolia Kral
168. Xyris itambensis Kral & Wand.
169. Xyris itatiayensis (Malme) Wand. & Sajo
170. Xyris jataiana Kral & Wand.
171. Xyris jolyi Wand. & Cerati
172. Xyris juncea R.Br.
173. Xyris juncifolia Maguire & L.B.Sm.
174. Xyris jupicai Rich.
175. Xyris kibaraensis Lisowski
176. Xyris kornasiana Brylska & Lisowski
177. Xyris kradungensis B.Hansen
178. Xyris kralii Wand.
179. Xyris kukenaniana Kral
180. Xyris kundelungensis Brylska
181. Xyris kwangolana P.A.Duvign. & Homes
182. Xyris labatii Rakoton., Callm. & Phillipson
183. Xyris lacera R.Br.
184. Xyris lacerata Pohl ex Seub.
185. Xyris laevigata L.A.Nilsson
186. Xyris lagoinhae Kral & L.B.Sm.
187. Xyris lanata R.Br.
188. Xyris laniceps Lock
189. Xyris lanuginosa Seub.
190. Xyris lanulobractea Steyerm.
191. Xyris laxiflora F.Muell.
192. Xyris laxifolia Mart.
193. Xyris lejolyana Lisowski
194. Xyris leonensis Hepper
195. Xyris liesneri Kral
196. Xyris linifolia P.Royen
197. Xyris lithophila Kral & L.B.Sm.
198. Xyris lobbii Rendle
199. Xyris lomatophylla Mart.
200. Xyris longibracteata Britton & P.Wilson
201. Xyris longifolia Mart.
202. Xyris longiscapa L.A.Nilsson
203. Xyris longisepala Kral
204. Xyris lucida Malme
205. Xyris luetzelburgii Malme
206. Xyris lugubris Malme
207. Xyris lutescens Kral & Wand.
208. Xyris macbrideana L.B.Sm. & Downs
209. Xyris machrisiana L.B.Sm. & Downs
210. Xyris madagascariensis Malme
211. Xyris makuensis N.E.Br.
212. Xyris mallocephala Lock
213. Xyris malmeana L.B.Sm.
214. Xyris mantuensis Urquiola & Kral
215. Xyris maparecida Wand., J.S.Guedes & Silva-Cobra
216. Xyris marginata Rendle
217. Xyris marojejyensis Lock, Rakoton., Callm. & Phillipson
218. Xyris maxima Doust & B.J.Conn
219. Xyris melanopoda L.B.Sm. & Downs
220. Xyris melanovaginata Kral & L.B.Sm.
221. Xyris mello-barretoi L.B.Sm. & Downs
222. Xyris membranibracteata Kral & L.B.Sm.
223. Xyris mentiens Lock
224. Xyris mertensiana Körn. ex Malme
225. Xyris metallica Klotzsch ex Seub.
226. Xyris mexiae Malme
227. Xyris mexicana S.Watson
228. Xyris mima L.B.Sm. & Downs
229. Xyris minarum Seub.
230. Xyris montana Ries
231. Xyris moraesii L.B.Sm. & Downs
232. Xyris morii Kral & L.B.Sm.
233. Xyris mucujensis Kral & L.B.Sm.
234. Xyris muelleri Malme
235. Xyris nanuzae Wand.
236. Xyris natalensis L.A.Nilsson
237. Xyris navicularis Griseb.
238. Xyris neblinae Maguire & L.B.Sm.
239. Xyris neglecta L.A.Nilsson
240. Xyris neocaledonica Rendle
241. Xyris nervata Wand. & N.Mota
242. Xyris nigra N.Mota & Wand.
243. Xyris nigrescens Kral
244. Xyris nigricans L.A.Nilsson
245. Xyris nilssonii Malme
246. Xyris nivea Welw. ex Rendle
247. Xyris nubigena Kunth
248. Xyris obcordata Kral & Wand.
249. Xyris oblata Kral & L.B.Sm.
250. Xyris obscura N.E.Br.
251. Xyris obtusiuscula L.A.Nilsson
252. Xyris oligantha Steud.
253. Xyris operculata Labill.
254. Xyris organensis Malme
255. Xyris ornithoptera Lock
256. Xyris oxylepis Idrobo & L.B.Sm.
257. Xyris paleacea Kral & Urquiola
258. Xyris pallidula Kral & Wand.
259. Xyris panacea L.C.Anderson & Kral
260. Xyris pancheri Rendle
261. Xyris paradisiaca Wand.
262. Xyris paraensis Poepp. ex Kunth
263. Xyris parvula Malme
264. Xyris pauciflora Willd.
265. Xyris pectinata Kral, L.B.Sm. & Wand.
266. Xyris peteri Poelln.
267. Xyris phaeocephala Kral & Wand.
268. Xyris picea Kral & Wand.
269. Xyris pilosa Kunth
270. Xyris piranii Wand.
271. Xyris pirapamae Wand. & J.S.Guedes
272. Xyris piraquarae L.B.Sm. & Downs
273. Xyris piresiana L.B.Sm. & Downs
274. Xyris plantaginea Mart.
275. Xyris platylepis Chapm.
276. Xyris platystachya Nilsson ex Malme
277. Xyris popeana Lisowski
278. Xyris porcata Lock
279. Xyris porphyrea Lock
280. Xyris pranceana Kral & Wand.
281. Xyris pratensis Maguire & L.B.Sm.
282. Xyris prolificans Kral
283. Xyris ptariana Steyerm.
284. Xyris pterygoblephara Steud.
285. Xyris pulchella Wand. & N.Mota
286. Xyris pumila Rendle
287. Xyris ramboi L.B.Sm. & Downs
288. Xyris regnellii L.A.Nilsson
289. Xyris rehmannii L.A.Nilsson
290. Xyris reitzii L.B.Sm. & Downs
291. Xyris retrorsifimbriata Kral & L.B.Sm.
292. Xyris rhodolepis (Malme) Lock
293. Xyris rigida Kunth
294. Xyris rigidiformis Malme
295. Xyris riopretensis N.Mota & Wand.
296. Xyris riparia Maguire & L.B.Sm.
297. Xyris roraimae Malme
298. Xyris rostrata Wand. & N.Mota
299. Xyris roycei N.A.Wakef.
300. Xyris rubella Malme
301. Xyris rubrolimbata Heimerl
302. Xyris rubromarginata Kral & L.B.Sm.
303. Xyris rupicola Kunth
304. Xyris sanguinea Verm. ex Malme
305. Xyris savanensis Miq.
306. Xyris scabridula Rendle
307. Xyris scabrifolia R.M.Harper
308. Xyris sceptrifera Kral & Wand.
309. Xyris schizachne Mart.
310. Xyris schliebenii Poelln.
311. Xyris schneeana L.B.Sm. & Steyerm.
312. Xyris scoparia N.Mota & Wand.
313. Xyris serotina Chapm.
314. Xyris setigera Oliv.
315. Xyris seubertii L.A.Nilsson
316. Xyris shepherdiana Wand. & J.S.Guedes
317. Xyris sincorana Kral & Wand.
318. Xyris smalliana Nash
319. Xyris sororia Kunth
320. Xyris sparsifolia Kral & L.B.Sm.
321. Xyris spathacea Lanj.
322. Xyris spathifolia Kral & Moffett
323. Xyris spectabilis Mart.
324. Xyris sphaerocephala Malme
325. Xyris spinulosa Kral & L.B.Sm.
326. Xyris spruceana Malme
327. Xyris stenocephala Malme
328. Xyris stenophylla L.A.Nilsson
329. Xyris stenophylloides Malme
330. Xyris stenostachya Steyerm.
331. Xyris straminea L.A.Nilsson
332. Xyris stricta Chapm.
333. Xyris subasperula Kral
334. Xyris subglabrata Malme
335. Xyris submetallica Kral
336. Xyris subsetigera Malme
337. Xyris subtilis Lock
338. Xyris subulata Ruiz & Pav.
339. Xyris subuniflora Malme
340. Xyris sulcatifolia Kral
341. Xyris surinamensis A.Spreng.
342. Xyris symoensii Brylska & Lisowski
343. Xyris tasmanica (D.I.Morris) Doust & B.J.Conn
344. Xyris tatei Malme
345. Xyris teinosperma Idrobo & L.B.Sm.
346. Xyris tenella Kunth
347. Xyris tennesseensis Kral
348. Xyris teres L.A.Nilsson
349. Xyris teretifolia R.Br.
350. Xyris terrestris Idrobo & L.B.Sm.
351. Xyris thailandica Phonsena & Chantar.
352. Xyris thysanolepis Maguire & L.B.Sm.
353. Xyris tomentosa L.B.Sm. & Downs
354. Xyris toronoana Kral
355. Xyris torta Sm.
356. Xyris tortilis Wand.
357. Xyris tortula Mart.
358. Xyris trachyphylla Mart.
359. Xyris trachysperma Kral & Duiv.
360. Xyris trichophylla Malme
361. Xyris tristis L.B.Sm. & Downs
362. Xyris tuberosa Ridl.
363. Xyris uleana Malme
364. Xyris uninervis Malme
365. Xyris unistriata Malme
366. Xyris ustulata L.A.Nilsson
367. Xyris vacillans Malme
368. Xyris valdeapiculata Kral
369. Xyris valida Malme
370. Xyris velutina N.Mota & Wand.
371. Xyris veruina Malme
372. Xyris vestita Malme
373. Xyris villosicarinata Kral & Wand.
374. Xyris vivipara Kunth
375. Xyris wallichii Kunth
376. Xyris wawrae Heimerl
377. Xyris welwitschii Rendle
378. Xyris witsenioides Oliv.
379. Xyris wurdackii Maguire & L.B.Sm.
380. Xyris xiphophylla Maguire & L.B.Sm.